# Wydawnictwo Kropka

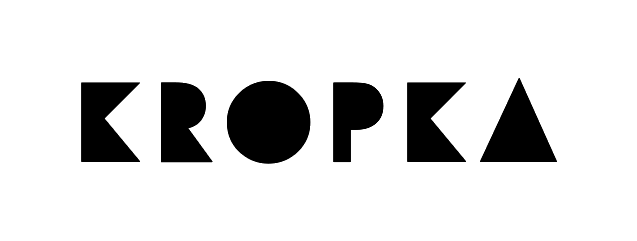
[https://wydawnictwokropka.com.pl/

Wydawnictwo Kropka – polskie wydawnictwo dziecięce z siedzibą w Warszawie. Imprint wydawnictwa Marginesy powołany do życia w 2020 roku.  
W ofercie wydawnictwa znajdują się książki popularnonaukowe i powieści dla dzieci w wieku szkolnym, a także książki obrazkowe i aktywnościowe dla młodszych.

## Ważniejsze nagrody i nominacje dla wydanych książek
- nagroda główna dla książki dla dzieci „Mądra Książka Roku 2020 dla dzieci” – Miasto Potwór Joanny Guszty z ilustracjami Przemysława Liputa[2]
- wyróżnienie w Plebiscycie Must Have 2021 dla najlepszych polskich produktów - książka Miasto Potwór Joanny Guszty z ilustracjami Przemysława Liputa[3]
- wyróżnienia w konkursie Polish Graphic Awards 2020 w kategoriach "ilustracja książkowa" i "książka dziecięca" dla Przemysława Liputa za książkę Miasto Potwór[4]
- nominacja w konkursie Przecinek i Kropka 2020 dla książki Miasto Potwór Joanny Guszty z ilustracjami Przemysława Liputa[5]
- Nagroda Główna w XIX edycji konkursu "Świat Przyjazny Dziecku" organizowanym przez Komitet Ochrony Praw Dziecka dla książki Tuli, tuli, cmok, cmok Anity Lehmann z ilustracjami Kasi Fryzy[6]
- nominacja w konkursie Mądra Książka Roku 2020 dla książki Zapaszki Clive'a Gifforda
- Nagroda Krakowa Miasta Literatury UNESCO (II edycja konkursu) dla Przemysława Liputa za książkę Tu i teraz[7]